# Elisabeth de Courtenay
Elisabeth de Courtenay, död 1269, var kejsarinna av Bulgarien 1213–1218, som gift med tsar Boril av Bulgarien.